# Lhodrak

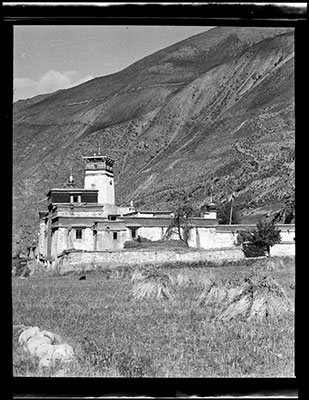

Lhodrak Lhodrak (ལྷོ་བྲག, lho brag, lett. "Rupi del meridione") è un'antica regione meridionale del Tibet al confine con il Bhutan, caratterizzata da strette gole intervallate da valli alpine.
È nota per essere stata la sede di numerosi eremi di traduttori (ལོ་ཙཱ་བ; lo tsA ba, lotsāva) e di gter ston (གཏེར་སྟོན, tertön) appartenenti alle tradizioni  rnying ma (རྙིང་མ་, Nyingma) e  bka’ brgyud (བཀའ་བརྒྱུད, Kagyü) del buddismo tibetano, e l'origine di molti di questi, tra cui, il più famoso è Mar pa Chos kyi blo gros. (མར་པ་ཆོས་ཀྱི་བློ་གྲོས, Marpa Chökyi Lodrö, 1012–1097) indicato per questo con l'appellativo di Lho brag pa (ལྷོ་བྲག་པ་, Lhodrakpa), l'"uomo di Lhodrak".